# Salto em grandes alturas no Campeonato Mundial de Esportes Aquáticos de 2023
Os eventos do Salto em grandes alturas no Campeonato Mundial de Esportes Aquáticos de 2023 foram realizadas entre os dias 25 e 27 de julho de 2023 no Seaside Momochi Beach Park em Fukuoka, no Japão. Ao todo, serão disputados dois eventos, um masculino e um feminino, com as alturas de saltos de 27 e 20 metros, respectivamente.

## Eventos
Ao todo, 2 eventos com atribuição de medalhas foram disputados.
Todos os horários estão na hora local (Japan Standard Time; UTC+9).
| Data        | Horário | Evento               | Fase          |
| ----------- | ------- | -------------------- | ------------- |
| 25 de julho | 11:30   | Rodada Feminina 1–2  | Eliminatórias |
| 25 de julho | 14:00   | Rodada Masculina 1–2 | Eliminatórias |
| 26 de julho | 12:00   | Rodada Feminina 3–4  | Final         |
| 27 de julho | 12:00   | Rodada Masculina 3–4 | Final         |

## Nações participantes
Ao todo, 19 CONs tiveram atletas qualificados em pelo menos um evento, entre parênteses encontra-se representada a quantidade de atletas qualificados.
- Austrália (3)
- Brasil (1)
- Canadá (4)
- Colômbia (3)
- Dinamarca (1)
- Espanha (2)
- França (2)
- Reino Unido (2)
- Alemanha (2)
- Itália (3)
- Japão (1)
- Coreia do Sul (1)
- México (4)
- Países Baixos (1)
- Nova Zelândia (1)
- Roménia (2)
- Suíça  (3)
- Ucrânia (1)
- Estados Unidos (7)

## Medalhistas
| Eventos            | Ouro                          | Ouro   | Prata                   | Prata  | Bronze                    | Bronze |
| ------------------ | ----------------------------- | ------ | ----------------------- | ------ | ------------------------- | ------ |
| Masculino detalhes | Constantin Popovici · Roménia | 472.80 | Cătălin Preda · Roménia | 438.45 | Gary Hunt · França        | 426.30 |
| Feminino detalhes  | Rhiannan Iffland · Austrália  | 357.40 | Molly Carlson · Canadá  | 322.80 | Jessica Macaulay · Canadá | 320.95 |

## Quadro de medalhas
| Ordem | CON       | Ouro | Prata | Bronze |   |
| 1     | Roménia   | 1    | 1     |        | 2 |
| 2     | Austrália | 1    |       |        | 1 |
| 3     | Canadá    |      | 1     | 1      | 2 |
| 4     | França    |      |       | 1      | 1 |
| Total | Total     | 2    | 2     | 2      | 6 |